# Atrichopogon rhynchops
Atrichopogon rhynchops är en tvåvingeart som först beskrevs av Ignaz Rudolph Schiner 1868.  Atrichopogon rhynchops ingår i släktet Atrichopogon och familjen svidknott. Inga underarter finns listade i Catalogue of Life.